# Ordulf
Ordulf (niekiedy określany jako Otto, ur. ok. 1020, zm. 28 marca 1072) – książę Saksonii od 1059 z rodu Billungów.

## Życiorys
Ordulf był synem księcia Saksonii Bernarda II z rodu Billungów i Eiliki, córki margrabiego Henryka ze Schweinfurtu. Po raz pierwszy pojawił się w źródłach ok. 1042, wkrótce po swoim małżeństwie z królewną norweską Wulfhildą, gdy zabił duńskiego możnego Harolda, przeciwnika swego królewskiego szwagra Magnusa I Dobrego. W 1043 wspomógł militarnie króla Magnusa w jego walkach przeciwko Słowianom. 
W 1059 Ordulf został następcą swego ojca jako książę Saksonii. Pozycja książąt z rodu Billungów była w tym okresie osłabiona wskutek ich konfliktu z cesarzem Henrykiem III Salickim, który zaognił się w 1047 po próbie zamachu na cesarza zaplanowanej przez stryja Ordulfa, Thietmara. Cesarz zrewanżował się wsparciem dla rywali Billungów w tym rejonie, zwłaszcza arcybiskupa Hamburga-Bremy Adalberta. Ordulf, wykorzystując osłabienie rządów królewskich po śmierci Henryka III w związku z małoletniością jego następcy, próbował poszerzyć swe posiadłości kosztem arcybiskupa – zaatakował dobra arcybiskupie we Fryzji, a jego brat Herman w 1064 przeprowadził łupieżczą wyprawę po posiadłościach arcybiskupich. W 1065 Adalbert zdołał doprowadzić do tego, że Herman został skazany na banicję, a od Ordulfa zasądzono znaczne odszkodowanie. Jednak w 1066 sytuacja się odwróciła – Adalbert stracił pozycję na dworze królewskim i Billungowie ponownie go zaatakowali. 
Po śmierci chrześcijańskiego księcia Obodrytów Gotszalka w 1066 Ordulf nie był w stanie bronić skutecznie granic Rzeszy w rejonie dolnej Łaby przed najazdami Słowian.

## Rodzina
Ordulf był dwukrotnie żonaty. Jego pierwszą żoną (poślubioną w 1042) była Wulfhilda, córka króla Norwegii Olafa II Świętego. Z tego małżeństwa urodził się ok. 1045 następca Ordulfa na tronie książęcym w Saksonii Magnus. Wulfhilda zmarła być może w 1070, a następnie Ordulf poślubił Gertrudę, córkę hrabiego Haldensleben Konrada. Z tego małżeństwa pochodził syn Bernard. 